# Victor Ashe
Victor Henderson Ashe II (ur. 1 stycznia 1945 w Knoxville) – amerykański polityk i dyplomata z Tennessee, członek Partii Republikańskiej.

## Życiorys

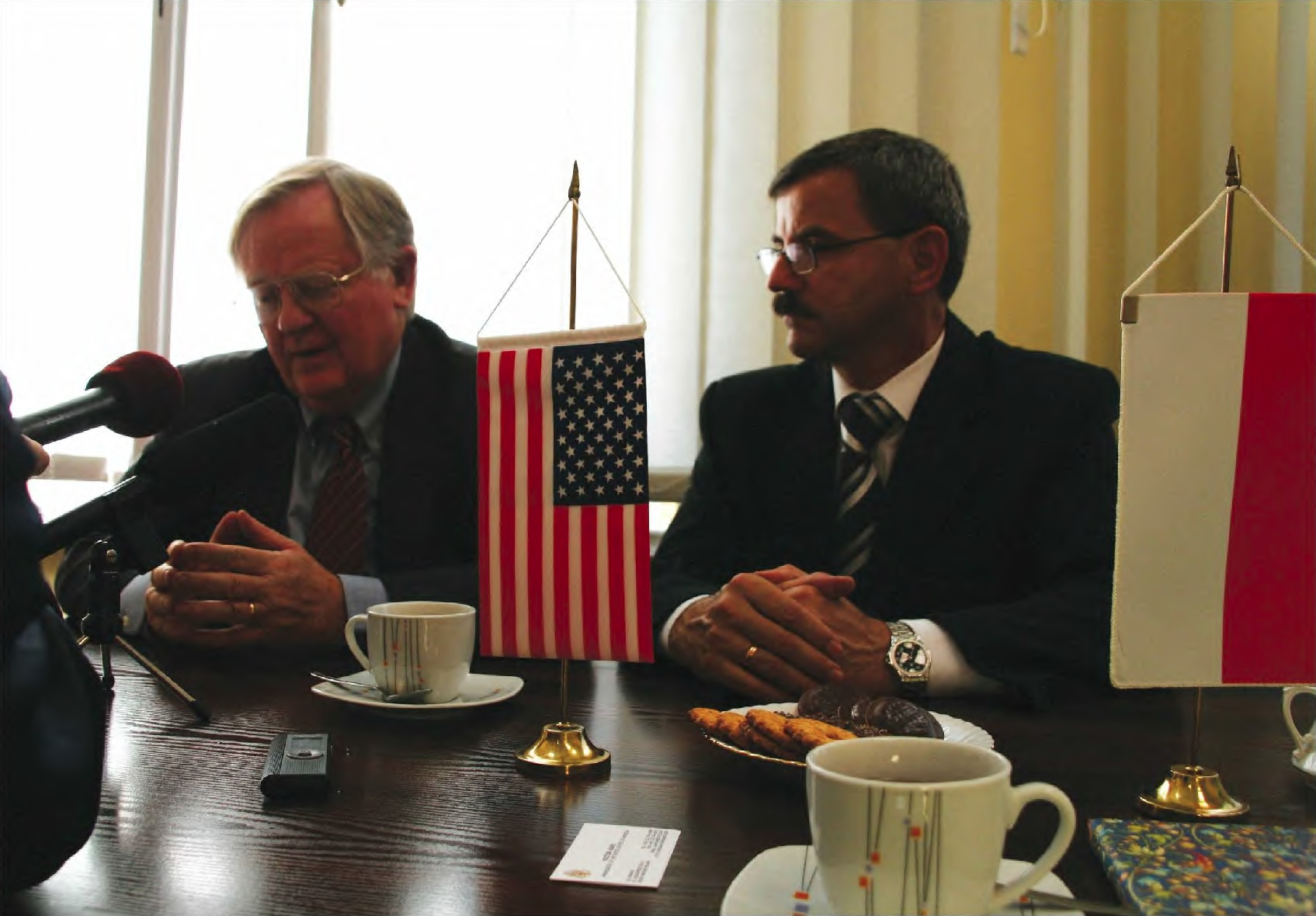
Ashe podczas wizyty w Prudniku z burmistrzem Franciszkiem Fejdychem (2008)

W 1986 był kandydatem swej partii na senatora, ale przegrał z późniejszym wiceprezydentem, demokratą Alem Gore’em. W latach 1988–2003 był burmistrzem Knoxville w rodzinnym stanie.
W latach 2004–2009 był ambasadorem Stanów Zjednoczonych w Polsce. Zastąpił na tym stanowisku przeniesionego na placówkę w Korei Południowej Christophera Hilla. W 2009, po objęciu urzędu Prezydenta Stanów Zjednoczonych przez Baracka Obamę, został odwołany ze stanowiska ambasadora w Polsce. Na urzędzie tym zastąpił go Lee Feinstein.
Rada Miasta Chełm uchwałą z 17 czerwca 1998 nadała mu honorowe obywatelstwo miasta Chełm. 16 marca 2009 za wybitne zasługi w rozwijaniu polsko-amerykańskiej współpracy, za działalność na rzecz ochrony praw i wolności człowieka i obywatela, Prezydent RP Lech Kaczyński nadał mu Krzyż Komandorski z Gwiazdą Orderu Zasługi Rzeczypospolitej Polskiej. Dekoracji w imieniu prezydenta dokonał 25 września 2009 podsekretarz stanu Mariusz Handzlik.